# 日本フードサービス協会
一般社団法人日本フードサービス協会（にほんフードサービスきょうかい、英: Japan Foodservice Association、略称ジェフ（JF））は、日本の外食産業を統括する業界団体。

## 概要
1970年に日本初のレストランチェーンすかいらーくがオープンして以来、多くの外食企業が賛同し、1974年に設立した。加盟会員社数は、正会員（外食店舗を経営する企業）及び賛助会員（外食関連メーカー、商社など）を合わせ826社（2014年3月末時点）を数え、外食産業関連団体では最大規模である。
外食産業に関する政策提言や外食産業市場動向調査をはじめとする調査活動の他、ジャパンフードサービスショーの主催、外食の日イベント、ジェフ愛の募金の運営など、社会貢献活動も行なわれている。
また、本協会の関連団体として外食産業ジェフ厚生年金基金や全国外食産業ジェフ健康保険組合があり、外食企業における従業員の福利厚生の充実を図っている。

## 活動
- 受動喫煙防止を目的に飲食店を含む公共施設を原則禁煙とする健康増進法改正に反対している。2017年3月7日には自民党たばこ議員連盟の臨時総会に出席し、日本遊技関連事業協会とともに規制緩和を求める意見陳述を行っている[1]。

## 役員
公式ウェブサイトを参照。

## 委員会
日本フードサービス協会では下記の委員会を設けている。会員企業はこれらの委員会に参加し、各種事業へ取り組む。
- 広報調査委員会
- 労務委員会
- 教育研修委員会
- 安全安心委員会
- 食材調達・開発等委員会
- 国際交流委員会
- 環境委員会
- 組織対策委員会（フランチャイズ部会、給食産業部会）
- 行財政対策特別委員会